# AS Roma 1964/1965
Sezon 1964/1965 klubu AS Roma.

## Sezon
W sezonie 1964/1965 zespół przejął były trener S.S. Lazio, Juan Carlos Lorenzo. Roma zakończyła sezon na 9. pozycji, dotarła do półfinału Pucharu Włoch i 1/8 finału Pucharu Miast Targowych (1:2, 0:1 z Ferencvárosem Budapeszt).

## Rozgrywki
- Serie A: 9. miejsce
- Puchar Włoch: półfinał
- Puchar Miast Targowych: 1/8 finału

## Skład i ustawienie zespołu
| W SEZONIE 1964/1965     |                    |                |       |      |
| Imię i nazwisko         | Kraj               | Data urodzenia | Mecze | Gole |
| Trener                  |                    |                |       |      |
| Juan Carlos Lorenzo     | Argentyna          | 22.10.1922     |       |      |
| Bramkarze               |                    |                |       |      |
| Fabio Cudicini          | Włochy             | 20.10.1935     | 23    | 0    |
| Alberto Ginulfi         | Włochy             | 30.11.1941     | 0     | 0    |
| Enzo Matteucci          | Włochy             | 20.12.1933     | 11    | 0    |
| Obrońcy                 |                    |                |       |      |
| Mario Ardizzon          | Włochy             | 02.01.1938     | 32    | 1    |
| Sergio Carpanesi        | Włochy             | 21.05.1936     | 33    | 0    |
| Francesco Carpenetti    | Włochy/ Jugosławia | 14.10.1942     | 10    | 0    |
| Giacomo Losi            | Włochy             | 10.09.1935     | 34    | 0    |
| Glauco Tomasin          | Włochy             | 14.10.1939     | 27    | 0    |
| Pomocnicy               |                    |                |       |      |
| Giancarlo De Sisti      | Włochy             | 13.02.1943     | 28    | 3    |
| Mauro Nardoni           | Włochy             | 18.02.1945     | 7     | 0    |
| Elvio Salvori           | Włochy             | 03.06.1944     | 18    | 0    |
| Karl-Heinz Schnellinger | Niemcy             | 31.03.1939     | 29    | 1    |
| Giuseppe Tamborini      | Włochy             | 19.03.1943     | 28    | 3    |
| Napastnicy              |                    |                |       |      |
| Antonio Angelillo       | Argentyna/ Włochy  | 05.09.1937     | 18    | 7    |
| Fulvio Francesconi      | Włochy             | 19.11.1944     | 28    | 7    |
| Lamberto Leonardi       | Włochy             | 18.08.1939     | 22    | 2    |
| Pedro Manfredini        | Argentyna          | 07.08.1935     | 13    | 3    |
| Bruno Nicolè            | Włochy             | 24.02.1940     | 13    | 2    |